# جنة العصابات (أغنية)
جنة العصابات  هي أغنية منفردة صدرت في 9 أغسطس 1995 لمغني الراب الأمريكي كوليو ولاري ساندرز الشهير باسم إل في من ألبوم جنة العصابات وألبوم أنا إل في. وتعتبر الأغنية ٱقتباسا لموسيقى وبعض كلمات أغنية "Pastime Paradise" الصادرة عام 1976 للموسيقار الأمريكي الشهير ستيفي وندر. ٱستعملت الأغنية كموسيقى تصويرية للفيلم الأمريكي عقول خطرة.
سنة 1995 تربعت الأغنية على عرش الأغاني الأكثر مبيعاً حسب مجلة بيلبورد الأمريكية بما يقرب 6 ملايين نسخة فقط في أمريكا والمملكة المتحدة وألمانيا، وأكثر من 5.7 مليون على الأقل في جميع أنحاء العالم، كما صنفت في المرتبة 85 ضمن قائمة أفضل أغاني بيلبوارد لكل وقت. مما جعلها واحدة من أفضل الأغاني الفردية مبيعاً في كل العصور.
في عام 1996 حصدت الأغنية عدة جوائز أبرزها جائزة غرامي عن فئة «أفضل أداء راب منفرد»، وجائزتي إم تي في عن فئة أفضل فيديو راب وأفضل أغنية مصورة من فيلم، وجوائز بيلبورد الموسيقية عن فئة أفضل أغنية ألبوم كما رشحت لجائزة غرامي عن أفضل تسجيل للسنة. وخلال حفل جوائز بيلبورد الموسيقية لنفس العام شارك الموسيقار ستيفي وندر غناء الأغنية رفقة كوليو وإل في والمغنية الألمانية Trijntje Oosterhuis. اختيرت أفضل أغنية للعام حسب استطلاع «ذا فيليج فويس باز أند جوب» السنوي للإصدارات الموسيقية.
في عام 2008، ٱحتلت الأغنية المرتبة 38 على قناة في إتش 1 الأمريكية كأعظم 100 أغنية هيب هوب.

## الخلفية
قام كوليو، إل. في. ودوج رشيد بتأليف أغنية "جنة العصابات" وكتبوا كلماتها، كما عمل رشيد أيضًا كمنتج للأغنية. وحصل ستيفي وندر على الفضل في تأليف وكلمات الأغنية بسبب اقتباس من أغنيته "باس تايم بارادايس" من ألبومه أغاني في مفتاح الحياة لعام 1976.

## الموسيقى والكلمات
تبدأ الأغنية بسطر من المزمور 23:4: "أمشي في وادي ظل الموت"، ثم تنحرف قائلة: "ألقي نظرة على حياتي وأدرك أنه لم يتبق شيء". وإضافة إلى بعض النغمات الدينية، هناك غناء جماعي في الخلفية. قام كوليو بأداء أول سطرين بأسلوب حر، مع وصول بقية الكلمات إليه بسرعة في جلسة واحدة. وقد ادعى لاحقًا أن الأغنية جاءت في النهاية من مصدر خارج نفسه، قائلاً: "أرادت أغنية جنة العصابات أن تولد؛ أرادت أن تنبض بالحياة، واختارتني كإناء".

### آراء النقاد
وصف بيل لامب من About.com الأغنية بأنها "آسرة وجذابة". وأشار جيمس ماسترتون من Dotmusic إلى "تألقها الذي لا شك فيه". وشعر ديفيد براون من Entertainment Weekly بأنها "قد تكون الأغنية الأكثر كآبة على الإطلاق التي تصدرت قائمة أغاني البوب الفردية". وأضاف: "مع جوقتها الشبحية وكلماتها عن شاب يبلغ من العمر 23 عامًا يحمل سلاحًا ويركع في ضوء الشارع ويتساءل عما إذا كان سيعيش ليرى 24، فإنها تفحص الهاوية ببرودة صحفية". وأشاد بها فريكي تريغر ووصفها بأنها "عظمة بوب كاملة". وأطلق عليها إيدولاتر اسم "راب راب"، ووصفها بأنها واحدة من أفضل 50 أغنية بوب فردية لعام 1995. كتب ديفيد بينون من مجلة ميلودي ميكر، "هذه الأغنية المنفردة. إنها رائعة، نبض الأوتار البطيء، الجوقة السماوية. تذكرني بفرقة Sisters of Mercy الرائعة، من بين كل الأشياء. تتدفق بمعدل نبضات قلب بطيئة، النقطة المهمة هي أنها الحياة كما تُعاش، إنها تجري في الدم. مثل كل أفضل أغاني الراب، تشعر بالمعنى، وتستشعره، قبل أن تستمع حتى إلى الكلمات".[24] قال محرر آخر في مجلة ميلودي ميكر، تايلور باركس، "لحظة غريبة ومكتومة ومحبطة. كوليو، بشكل عام، من بين مغني الراب العصابات الأكثر ثراءً وإثارة للاهتمام... أغنية "Gangsta's Paradise" تتعثر قليلاً. جوقة لطيفة مشؤومة ومتكررة. تناسب بشكل مريح للغاية أفضل 10 أغاني في أمريكا".

## جوائز وترشيحات
| سنة  | نوع الجائزة                    | الفئة                                                                         | النتيجة |
| ---- | ------------------------------ | ----------------------------------------------------------------------------- | ------- |
| 1995 | بيلبوارد عام 1995              | Top Hot 100 Single number one                                                 | فوز     |
| 1995 | بيلبوارد عام 1995              | Top Hot 100 Single Sales number one · (2.5 مليون نسخة) ( ×3 أسطوانة بلاتينية) | فوز     |
| 1996 | جوائز إم تي في الأغاني المصورة | جائزة إم تي في فيديو ميوزك لأفضل فيديو راب                                    | فوز     |
| 1996 | جوائز إم تي في الأغاني المصورة | جائزة إم تي في فيديو ميوزك أوارد لأفضل فيديو فيلم                             | فوز     |
| 1996 | جائزة غرامي                    | جائزة غرامي لأفضل أداء راب منفرد                                              | فوز     |
| 1996 | جائزة غرامي                    | جائزة غرامي عن أفضل تسجيل للسنة                                               | رُشِّح     |

## شهادات الموسيقى
| دولة                                                 | شهادات              | عدد المبيعات |
| أستراليا (أريا)                                      | ×3 أسطوانة بلاتينية | 210,000^     |
| النمسا الاتحاد الدولي للصناعة الفونوغرافية           | أسطوانة بلاتينية    | 50,000*      |
| ألمانيا الرابطة الاتحادية لصناعة الموسيقى            | ×2 أسطوانة بلاتينية | 1,000,000^   |
| إيطاليا إف أي إم أي                                  | أسطوانة ذهبية       | 25,000       |
| ---------------------------------------------------- | ------------------- | ------------ |
| هولندا NVPI                                          | أسطوانة بلاتينية    | 75,000^      |
| النرويج الاتحاد الدولي لصناعة الفونوغرافيا النرويجية | 4× أسطوانة بلاتينية | 40,000*      |
| السويد جي إل إف                                      | أسطوانة ذهبية       | 25,000^      |
| سويسرا IFPI                                          | ×2 أسطوانة بلاتينية | 100,000^     |
| المملكة المتحدة بي پي أي                             | ×2 أسطوانة بلاتينية | 1,543,000    |
| الولايات المتحدة RIAA                                | ×3 أسطوانة بلاتينية | 3,000,000    |

## قوائم المبيعات
| Chart (1995-96)                                  | Peak position |
| ------------------------------------------------ | ------------- |
| Australia (ARIA)                                 | 1             |
| Austria (أو3 النمسا توب 40)                      | 1             |
| Belgium (أولتراتوب Flanders)                     | 1             |
| Belgium (أولتراتوب Wallonia)                     | 1             |
| Canada Top Singles (RPM)                         | 29            |
| Denmark (IFPI)                                   | 1             |
| Europe (Eurochart Hot 100)                       | 1             |
| Finland (Suomen virallinen lista)                | 1             |
| France (سنديكا ناسيونال دي ليديسيون فونوغرافيك)  | 1             |
| Germany (Media Control AG)                       | 1             |
| Ireland (ترتيب أغاني أيرلندا)                    | 1             |
| Italy (فيديرازيوني إندستريا ميوزيكالي إيتاليانا) | 1             |
| Netherlands (دتش توب 40)                         | 1             |
| New Zealand (RIANZ)                              | 1             |
| Norway (في جي ليستا)                             | 1             |
| Spain (برودوكوتوريس دي ميوزيكا دي إسبانيا)       | 20            |
| Sweden (سويرجتوبليستان)                          | 1             |
| Switzerland (Media Control AG)                   | 1             |
| US بيلبورد هوت 100                               | 1             |
| US Billboard Hot R&B/Hip-Hop Singles & Tracks    | 2             |
| US Billboard Rhythmic Top 40                     | 2             |
| US Billboard Top 40 Mainstream                   | 17            |

| Chart (1995)                        | Position |
| ----------------------------------- | -------- |
| Australian Singles Chart            | 1        |
| Belgian (Flanders) Singles Chart    | 4        |
| Belgian (Wallonia) Singles Chart    | 6        |
| Canada Dance (RPM)                  | 45       |
| Dutch Top 40                        | 23       |
| French Singles Chart                | 7        |
| New Zealand (ريكورديد ميوزك إن زيت) | 1        |
| UK Singles Chart                    | 2        |
| US Billboard Hot 100                | 1        |
| Chart (1996)                        | Position |
| Austrian Singles Chart              | 6        |
| Belgian (Flanders) Singles Chart    | 16       |
| Belgian (Wallonia) Singles Chart    | 8        |
| German Singles Chart                | 14       |
| Swiss Singles Chart                 | 15       |
| US Billboard Hot 100                | 33       |

| Chart (1990–1999)    | Position |
| -------------------- | -------- |
| US Billboard Hot 100 | 13       |